# Pseudosasa disticha
Pseudosasa disticha là một loài thực vật có hoa trong họ Hòa thảo. Loài này được (Mitford) Nakai miêu tả khoa học đầu tiên năm 1925.